# Гней Фульвій Центумал (консул 211 року до н. е.)
Гней Фульвій Центумал Максим (*Cnaeus Fulvius Centunalus Maximus, д/н —210 до н. е.) — військовий діяч Римської республіки, учасник Другої Пунічної війни.

## Життєпис
Походив з впливового плебейського роду Фульвіїв. Син Гней Фульвія Максима Центумала, консула 298 року до н. е. 214 року обирається еділом. 213 року до н. е. стає претором.
У 211 році обирається консулом (разом з Публієм Сульпіцієм Гальбою Максимом). В цей час Ганнібал рушив на допомогу Капуї, яку взяли в облогу римляни. Гней Фульвій вирушив з військом назустріч Ганнібалу, бій відбувся біля самих стін міста. Спочатку пунійців супроводив успіх, але потім Центумалу вдалося навести лад з військом і відбити натиск Ганнібала, який демонстративно пішов від Капуї на Рим. Втім Центумал не піддався на провокацію, залишившись біля Капуї. Капуя спробувала встановити новий зв'язок з Ганнібалом, але невдало. Після довгих переговорів капуанці вирішили здати місто римлянам.
У 210 році до н. е. Центумад як проконсульську провінцію отримав Апулію. В цей час Ганнібал знову повернувся на південь Італії після свого невдалого походу на Рим. По дорозі він дізнався, що табір римського проконсула Центумала стоїть біля Гердонії. Ганнібал рушив сюди, приготувавшись до бою. Центумал, не бачачи пастки, вийшов на керкійців, і зазнав від Ганнібала повної поразки. Сам Фульвій Центумал загинув у бою разом з 17 тисячами вояків своєї армії.